# Roger Smith (Musiker)

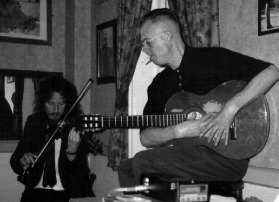
Roger Smith (rechts) und Nigel Coombes

Roger Smith (* 21. April 1959 in Crawley) ist ein britischer Improvisationsmusiker (akustische Gitarre).

## Leben und Wirken
Smith, dessen Vater als Pianist sich außer für Klassische und Kirchenmusik auch für den Jazz interessierte, wuchs in Ilkeston auf. Er erhielt nach einer Spielzeuggitarre als Jugendlicher eine akustische Gitarre und bewegte sich sowohl im klassischen Kanon als auch im Jazzbereich. Im Gegensatz zu Schulfreunden, die von Gary Davis beeinflusst waren, nahm er Unterricht bei Derek Bailey und besuchte regelmäßig die Konzerte im Little Theater Club in London, wo sich die Londoner Improvisationsszene formte. Entsprechend arbeitete er früh mit einer Reihe von Musikern zusammen, die in den 1970er und 1980er Jahren zum London Musicians Collective gehörten, etwa in der Gruppe The Four Pullovers (mit Steve Beresford, Nigel Coombes und Terry Day), von der jedoch zunächst nur eine Trioaufnahme von einem Konzert 1975 im Unity Theatre veröffentlicht wurde.
Zwischen 1977 und 1992 gehörte Smith zum Spontaneous Music Ensemble um John Stevens (das zumeist im Trio mit Nigel Coombes auftrat; dokumentiert etwa auf dem Album Hot and Cold Heroes). Daneben legte er 1980 ein erstes Soloalbum vor (The Spanish Guitar) und trat mit Unterbrechungen im Ensemble von Robin Musgrove auf (Together Again, Face-Value Records, 1987), später im Duo mit dem Flötisten Neil Metcalfe. Weiterhin konzertierte er als Solist. Ab 2005 trat er auch im Duo mit Louis Moholo (The Butterfly and the Bee), Adam Bohman oder Pascal Marzan auf.

## Diskographische Hinweise
- Spontaneous Music Ensemble: Biosystem (1977, Incus Records/Psi Records 2006, mit John Stevens, Nigel Coombes, Roger Smith, Colin Wood)
- Spontaneous Music Ensemble: Hot and Cold Heroes (Emanem Records 1980/91, mit John Stevens, Nigel Coombes, Roger Smith)
- Spontaneous Music Ensemble: A New Distance (ACTA 1994/Emanem 2005, mit John Stevens, Roger Smith, John Butcher)
- Roger Smith & Neil Metcalfe S&M (Incus 1996)
- Unexpected Turns. Solo Guitar Improvisations 1993–96 (Emanem 1996)[2]
- Green Wood (Solo Guitar Improvisations 2002) (Emanem 2002)[4]

## Lexikalische Einträge
- Todd S. Jenkins Free Jazz and Free Improvisation: An Encyclopedia, Volume 2. Westport 2004